# Diocèse du Gers
Cet article court présente un sujet plus développé dans : Archidiocèse d'Auch.
Le diocèse du Gers ou, en forme longue, le diocèse du département du Gers est un ancien diocèse de l'Église constitutionnelle en France.
Créé par la constitution civile du clergé de 1790, il est supprimé à la suite du concordat de 1801. Il couvrait le département du Gers. Le siège épiscopal était Auch.